# Morituri (film, 1948)
Pour les articles homonymes, voir Morituri.
 (avril 2025).
Si vous disposez d'ouvrages ou d'articles de référence ou si vous connaissez des sites web de qualité traitant du thème abordé ici, merci de compléter l'article en donnant les références utiles à sa vérifiabilité et en les liant à la section « Notes et références ».
Pour plus de détails, voir Fiche technique et Distribution.
Morituri est un film allemand réalisé par Eugen York, sorti en 1948.   
Produit par la société de production cinématographique allemande CCC-Film, ce « film contre l'oubli » voit les débuts à l'écran de l'acteur allemand Klaus Kinski dans le rôle d'un prisonnier néerlandais détenu dans un camp de concentration.

## Synopsis
Un médecin polonais, dont la femme a été tuée par les SS, examine les détenus d'un camp de concentration sur l'esplanade du camp et les déclare tous inaptes au travail. Il les aide à s'échapper pour une cachette dans la forêt profonde, où d'autres évadés de diverses nationalités sont déjà. Le front se rapproche chaque jour et les vivres deviennent rares, jusqu'à ce qu'un groupe de réfugiés polonais arrive avec des vivres frais. Le médecin polonais fait exploser un pont pour empêcher les SS de rechercher les évadés dans la forêt. Dans sa tentative d'échapper aux SS, le médecin est abattu. Alors que les évadés sont sur le point d'être trouvés, la nouvelle se répand que les Allemands doivent se replier. Tous sont enfin libres.

## Fiche technique
- Titre : Morituri
- Réalisateur : Eugen York
- Scénario : Gustav Kampendonk, sur une idée d'Artur Brauner
- Producteur : Artur Brauner
- Musique : Wolfgang Zeller
- Compagnie de production : CCC Film
- Acteurs principaux : Lotte Koch, Winnie Markus, Hilde Körber
- Genre : « Film contre l'oubli »
- Année de production : 1947/1948
- Format : noir et blanc / 1:1,37
- Durée : 88 minutes, 2396 m
- Dates de sortie :
  -  Allemagne occupée : 24 septembre 1948
  -  Autriche : 1er juillet 1949

## Distribution
- Lotte Koch : Lydia
- Hilde Körber : Irre
- Winnie Markus : Maria Bronek
- Catja Görna : Stascha Sokol
- Josef Sieber : Eddy
- Walter Richter : Dr Leon Bronek
- Carl-Heinz Schroth : Armand
- Siegmar Schneider : Gerhard Tenborg
- Peter Marx : Pjotr, le russe
- Alfred Cogho : Roy, le canadien
- Joseph Almas : Simon, l'avocat
- Ellinor Saul-Gerlach : Lucie, sa fille
- Ursula Bergmann : Ruth, sa fille
- Willy Prager : le père de Simon
- Annemarie Hase : la mère de Simon
- Karl Vibach : Georg, le soldat allemand
- Bob Kleinmann : Janek, 12 ans
- Michael Günther : Wladek, 16 ans
- Erich Dunskus : Sokol, paysan polonais
- David Minster : l'invalide
- Franja Kamienietzka : madame Steppan
- Klaus Kinski : le prisonnier néerlandais
- Gabriele Heßmann : la femme enceinte

## Historique
Le titre vient de l'expression latine « Ave Imperator, morituri te salutant ». L'histoire est basée en partie sur la vie de producteur Artur Brauner et raconte l'évasion de prisonniers des camps de concentration nazis et comment ils parviennent à se cacher pour échapper à leur capture, face aux dangers et à la famine.
La première du film s'est déroulée le 28 août 1948 à la Mostra de Venise. Il a été projeté à Hambourg, en Allemagne, un mois plus tard et projeté au Neues Scala Kino à Berlin le 16 novembre 1948. Le film a été un désastre commercial, sifflé et hué par le public. Un cinéma à Hambourg ayant été vandalisé, d'autres exploitants de cinémas ont refusé de montrer le film, par crainte de représailles de la part de sympathisants nazis.
Morituri a été diffusé sur la chaîne de télévision allemande ZDF le 7 avril 1991.
En 2009, le film a été remis par le producteur Artur Brauner à Yad Vashem en même temps que vingt autres films liés à la Shoah.